# محوطه ایلامی ارجان
محوطه ایلامی ارجان مربوط به هزاره دوم قبل از میلاد است و در شهرستان بهبهان، بخش مرکزی، دهستان حومه، تأسیسات سد شهدا، ۲/۵ کیلومتری غرب روستای امام رضا (ع) واقع شده و این اثر در تاریخ ۱ مرداد ۱۳۸۶ با شمارهٔ ثبت ۱۹۲۸۸ به‌عنوان یکی از آثار ملی ایران به ثبت رسیده است.